# Diastata fuscula
Diastata fuscula är en tvåvingeart som först beskrevs av Fallen 1823.  Diastata fuscula ingår i släktet Diastata och familjen sumpskogsflugor. Arten är reproducerande i Sverige. Inga underarter finns listade i Catalogue of Life.